# Башня Guangfa Securities
Башня Guangfa Securities (Guangfa Securities Tower, GF Securities Tower или Guangfa Securities Headquarters) — сверхвысокий небоскрёб, расположенный в деловом центре китайского города Гуанчжоу. Построен в 2018 году в стиле модернизма, на начало 2020 года являлся девятым по высоте зданием города, 72-м по высоте зданием Китая, 85-м — Азии и 136-м — мира.
308-метровая офисная башня Guangfa Securities имеет 60 наземных и 5 подземных этажей, 31 лифт и 1000 парковочных мест, площадь башни — 158 600 м². Архитекторами небоскрёба выступили германская фирма Jaeger Kahlen Partner (Ахен — Шэньчжэнь) и Архитектурный институт Южно-Китайского технологического университета, застройщиком — компания R&F Properties (Гуанчжоу), владельцем является финансовая компания Guangfa Securities (Гуанчжоу).